# ابتهج (مسلسل كوري جنوبي)
ابتهج (بالكورية: 치얼업)؛ هو مسلسل تلفزيوني كوري جنوبي، من بطولة هان جي-هيون، باي ان هيوك، كيم هيون-جين، جانغ جيو ري ولي ايون سايم. عرض على قناة إس بي إس في 3 أكتوبر 2022، يبث كل يوم الاثنين والثلاثاء.

## القصة
قصة رومانسية غامضة في الحرم الجامعي تدور أحداثها على خلفية فرقة تشجيع، حيث يكون الأكل والعيش عديم الفائدة في الوقت الحالي، لكن تبقى الرومانسية رائعة وثمينة. 

## طاقم

### رئيسي
- هان جي هيون في دور دو هاي يي[6]
  - بارك مين ها في دور الطفلة دو هاي يي[7]
- باي ان هيوك في دور بارك جونغ وو[8]
- كيم هيون-جين في دور جين سون هو[9]
- جانغ جيو-ري في دور تاي تشو هي[10]
- لي اون-سايم في دور جو سون جا[8]
- يانغ دونغ جيون في دور باي يونغ وونغ[8]

### أدوار داعمه
- ريو هيون كيونغ في دور شين جي يونغ[11]

نائبة مدير في جامعة يونهي
- نام جونغ كيو في دور سو-إيل[12]

أحد الكبار في جامعة ايون هي ونائب رئيس مدرسة تشير جروب السابق، وهو جيد في الألعاب البهلوانية والغناء.
- إيون هاي سيونغ في دور جاي هيوك[13]

صديق هاي يي وطالب طب في جامعة ايون هي.
- يو يي جون كرئيسة لقسم البث في جامعة يونهي[14]
- لي جونغ جون في دور كي وون تشان[15]

كعضو في فريق ايون هوي للتشجيع، كان دائمًا مشرقًا ومبهجًا.
- بيون يون جونغ في دور سيونغ تشول مو[16]
- لي سونغ مين[17]
- جانغ يونغ نام في دور والدة دو هاي يي[18]
- لي مين جاي في دور دو جاي يي[19]

شقيق دو هاي يي الاصغر

## المشاهدات

### المشاهدات الدولية
وفقًا لأكبر منصة OTT في آسيا Viu ، احتلت دراما «ابتهج» المرتبة الثالثة في إندونيسيا، والرابعة في الفلبين، والسابعة في تايلاند، والمرتبة الثامنة في ماليزيا على الرسم البياني الأسبوعي لـ Viu. بالإضافة إلى ذلك، تصدرت في العديد من البلدان الآسيوية بما في ذلك سنغافورة.
| الموسم | الموسم | رقم الحلقة | رقم الحلقة | رقم الحلقة | رقم الحلقة | رقم الحلقة | رقم الحلقة | رقم الحلقة | رقم الحلقة | رقم الحلقة | رقم الحلقة | رقم الحلقة | رقم الحلقة | رقم الحلقة | رقم الحلقة | رقم الحلقة | رقم الحلقة | المتوسط |
| الموسم | الموسم | 1          | 2          | 3          | 4          | 5          | 6          | 7          | 8          | 9          | 10         | 11         | 12         | 13         | 14         | 15         | 16         | المتوسط |
| ------ | ------ | ---------- | ---------- | ---------- | ---------- | ---------- | ---------- | ---------- | ---------- | ---------- | ---------- | ---------- | ---------- | ---------- | ---------- | ---------- | ---------- | ------- |
|        | 1      | غ/م        | غ/م        | غ/م        | غ/م        | غ/م        | 508        | غ/م        | 511        | غ/م        | غ/م        | غ/م        | غ/م        | غ/م        | غ/م        | غ/م        | غ/م        | N/A     |

وفقا لنيلسن كوريا، فقد حققت الحلقة السادسة ارتفاعاً في نسب المشاهدة، حيث سجلت متوسط تقييم بنسبة 3.2% بحوالي 508 الف مشاهدة.
| الحلقات | تاريخ البث     | تقييمات "نيلسن كوريا" | تقييمات "نيلسن كوريا" |
| الحلقات | تاريخ البث     | على الصعيد الوطني     | منطقة العاصمة         |
| ------- | -------------- | --------------------- | --------------------- |
| 1       | 3 أكتوبر 2022  | 2.3%                  | غ/م                   |
| 2       | 4 أكتوبر 2022  | 2.1%                  | غ/م                   |
| 3       | 10 أكتوبر 2022 | 2.2%                  | 2.8%                  |
| 4       | 11 أكتوبر 2022 | 2.4%                  | غ/م                   |
| 5       | 17 أكتوبر 2022 | 2.4%                  | غ/م                   |
| 6       | 18 أكتوبر 2022 | 3.2%                  | 3.9%                  |
| 7       | 24 أكتوبر 2022 | 2.2%                  | غ/م                   |
| 8       | 25 أكتوبر 2022 | 2.6%                  | غ/م                   |
| 9       | 8 نوفمبر 2022  | 2.2%                  | غ/م                   |
| 10      | 14 نوفمبر 2022 | 2.4%                  | غ/م                   |
| 11      | 15 نوفمبر 2022 | 2.2%                  | غ/م                   |
| 12      | 29 نوفمبر 2022 | 2.4%                  | غ/م                   |
| 13      | 5 ديسمبر 2022  | 1.7%                  | غ/م                   |
| 14      | 6 ديسمبر 2022  | 1.8%                  | غ/م                   |
| 15      | 12 ديسمبر 2022 | 1.9%                  | غ/م                   |
| 16      | 13 ديسمبر 2022 | 2.2%                  | غ/م                   |
| المعدل  |                |                       |                       |

## الإنتاج

### صناعة
المسلسل من تخطيط وإنتاج قسم الدراما SBS المعروف بـ استوديو إس. المسلسل من إخراج هان تاي سيوب وهو أول عمل له، ومن كتابة ها تشاي وون التي كتبت مسلسل كبار الشخصيات لعام 2019.
أقيمت قراءة نص السيناريو في 24 أغسطس 2022 ، في مركز SBS Ilsan للإنتاج ، بحضور طاقم التمثيل وفريق الإنتاج بما في ذلك المخرج هان تاي سيوب والكاتبة تشا هاي وون.

### طاقم
في 1 من ديسمبر 2021 ، أعلن عن اختيار كل من هان جي هيون، وباي ان هيوك لدور البطولة للمسلسل. في 21 من أبريل 2022 ، اكدت إس بي إس تشكيلة الطاقم الرئيسي للمسلسل، وهم هان جي هيون، باي ان هيوك، كيم هيون جين جانغ جيو-ري، لي يون سام، ويانغ دونغ غيون.

### الإصدار
من المقرر عرضه على إس بي إس يومي الاثنين والثلاثاء كمتابعة لمسلسل «ووري العذراء» اعتبارًا من 3 أكتوبر 2022.

## روابط خارجية
- الموقع الرسمي
 باللغة الكورية
- ابتهج على موقع IMDb (الإنجليزية)
- ابتهج على موقع نتفليكس (الإنجليزية)
- ابتهج على موقع قاعدة بيانات الفيلم (الإنجليزية)
- ابتهج على هانسينما